# Inbound-Marketing
Inbound-Marketing (englisch inbound „eingehend“ oder „ankommend“) ist eine Marketing-Methode, die darauf basiert, von potenziellen Kunden aktiv aufgesucht und gefunden zu werden. Die Kunden kommen auf einen zu. Es steht im Gegensatz zum klassischen Outbound-Marketing (Interruption marketing), bei dem Nachrichten an Kunden gesendet werden, wie es per Postwurfsendung, Radiowerbung, Fernsehwerbung, Flyer, Spam, Telefonmarketing und klassischer Werbung üblich ist. Inbound-Marketing bedient sich neben Content-Marketing-Methodiken auch Maßnahmen zur Kundengewinnung und Kundenbindung wie E-Mail-Marketing, CRM und Lead Nurturing, die durch Marketing Automation unterstützt werden können. Beim Inbound-Marketing treffen die beiden Aspekte Marketing und Vertrieb („Sales“) aufeinander. Die grundlegende Philosophie ist hierbei immer die Annahme, dass Kunden ein Problem haben, welches sie gelöst haben wollen und freiwillig zu einem Anbieter kommen. Das steht im Gegensatz zu bisherigen Vertriebsmethoden wie z. B. der „Kaltakquise“.

## Potenzial
Inbound-Marketing hat das Potenzial, Bannerwerbung und Pay-per-Click als meistverwendetes Marketing-Instrument zu beerben, da es weniger kostet und eleganter die potenziellen Kunden anspricht als Outbound-Marketing.

## Instrumente
Inbound Marketing beinhaltet folgende Teildisziplinen und Instrumente, die im Zusammenspiel funktionieren:
- Content-Marketing
- Guided Selling
- Public Relations (PR)
- Social Media Marketing
- Suchmaschinenoptimierung (SEO)
- Conversion Optimierung
- E-Mail-Marketing
- Customer-Relationship-Management (CRM)
- Lead Management / Lead Nurturing

## Methode
Chad Pollitt schlägt eine Methode in fünf Schritten vor:
1. Traffic gewinnen
2. Besucher in Leads umwandeln
3. Leads in Verkäufe umwandeln
4. Kunden in wiederkehrende Kunden mit höherer Marge umwandeln
5. Optimierung durch kontinuierliches Analysieren

### Traffic gewinnen
Um im Inbound-Marketing die Anzahl der Besucher (Traffic) einer Website zu erhöhen, werden folgende Schritte angewandt, die identisch zur Methodik von Content Marketing sind:
1. Inhalte erstellen, diese suchmaschinenfreundlich veröffentlichen und über soziale Netzwerke sowie PR bekannt machen. Inhalte sind das Werkzeug, um die Aufmerksamkeit potenzieller Kunden zu gewinnen. Für potenzielle Kunden sollten sie interessant und relevant sein. Zudem sollten Inhalte suchmaschinenfreundlich aufbereitet sein, damit diese von den Suchmaschinen aufgenommen und somit von den potenziellen Kunden per Suchmaschine gefunden werden können.
2. Durch Präsenz in sozialen Netzwerken wird die Aufmerksamkeit auf die Inhalte zusätzlich verstärkt. Dieses macht daher Sinn, da Benutzer ihre Freizeit im Internet meist in sozialen Netzwerken verbringen.[5]
3. Durch das Seeding an Multiplikatoren wie Blogger, Journalisten und Meinungsführer über gezielte PR wird die selbstständige bzw. im besten Fall virale Verbreitung der Inhalte angestoßen.

### Leads & Aufträge gewinnen
1. Durch Conversion Optimierung (CRO) sollen die durch Inhalte gewonnenen Besucher noch besser in Leads wie z. B. Angabe von Kontaktdaten, konkrete Anfragen oder direkte Verkäufe umgewandelt werden.
2. Im nächsten Schritt geht es darum entstandene Leads zu verifizieren und bestmöglich in Aufträge zu wandeln.

### Kunden zu Promotern machen
1. Bestehende Kunden sollen über das Produkterlebnis, den Service, weiterführende Hilfe und Beratung zu Promotern animiert werden, um Word-of-Mouth bzw. Sinne des Empfehlungsmarketing Informationen zur Marke bzw. Produkte zu verbreiten.

### Marketing Automation und Lead Management
Inbound Marketing wird auch dazu genutzt, um eine konkrete Leadgewinnung zu ermöglichen. Das heißt, es werden nützliche Inhalte bereitgestellt. Diese sind jedoch nicht frei zugänglich. Interessenten müssen dafür ihre Kontaktdaten angeben. Oft erhalten sie den Zugriff auf den gewünschten Inhalt erst nach einem Double Opt In Verfahren. Darüber hinaus wird der Interessent dazu animiert, den Newsletter zu abonnieren. Teilweise werden Leads, die sich für derartige Inhalte interessieren, auch telefonisch nachgegangen, um ihnen das Produkt schmackhaft zu machen. Der Vorteil eines solchen Vorgehens besteht darin, dass es relativ leicht und kostengünstig möglich ist, Leads einer bestimmten Zielgruppe zu gewinnen. Denn nur die, für die es wirklich interessant ist, werden ihre Kontaktdaten freiwillig angeben. Auf der anderen Seite kann das Vorgehen Interessenten auch abschrecken, die viel Wert auf Datenschutz legen oder Spam fürchten. Darüber hinaus ist es möglich, dass falsche Informationen angegeben werden, um die Inhalte lesen zu können.